# Anastazia Teresa Banaszak
Anastazia Teresa Banaszak (Brisbane, Australia, 30 de abril de 1963) es una científica australiana especializada en fotobiología así como ecología y biología de corales arrecifales. Su centro de investigación es la Unidad Académica de Sistemas Arrecifales del Instituto de Ciencias del Mar y Limnología de la Universidad Nacional Autónoma de México. En 2021 recibió el premio Spotlight Award por la revista científica eLife y en 2020 recibió el Premio Frontiers Spotlight por tener la investigación más innovadora y de mayor impacto en el estudio de arrecifes de coral.

## Trayectoria académica
Realizó una licenciatura en Ciencias en la James Cook University of North Queensland en 1985. Obtuvo una maestría y un doctorado en Biología Acuática y de Poblaciones en la Universidad de California en 1994. Posteriormente realizó una estancia postdoctoral en el Smithsonian Environmental Research Center.
Es investigadora titular de tiempo completo en la Unidad Académica de Sistemas Arrecifales del Instituto de Ciencias del Mar y Limnología de la Universidad Nacional Autónoma de México desde el 1999. 
Desde 2019 es parte del Panel Evaluador de Efectos Ambientales del Programa de las Naciones Unidas para el Medio Ambiente sobre los efectos de la radiación ultravioleta en organismos acuáticos. En organizaciones académicas integra el Coral Restoration Consortium Steering Committee, ha sido presidenta de la Red de Restauración del Sistema Arrecifal Mesoamericano y es miembro del Science Advisory Board de SECORE International. Integra la International Coral Reef Society como secretaria de actas y participa como editora de revistas académicas como Coral Reefs y Peer J y como editora invitada de Frontiers in Marine Science. Desde 2022 es vicepresidenta del Comité Asesor Científico de la plataforma Coral Research and Development Accelerator Platform, una organización dedicada a la financiación de la restauración de arrecifes y en 2021 fue invitada a ser asesora científica del Global Coral Reef Fund y del Comité Ad Hoc de la Iniciativa Internacional de Arrecifes Coralinos.
Integró el Science Steering Committee para la Healthy Reefs Initiative y el Consejo Asesor de la Reserva de la Biósfera Isla Cozumel.

## Líneas de investigación
Es líder del Laboratorio de investigación integral para la conservación de arrecifes desde 2007. Entre sus investigaciones se encuentran el efecto de la radiación ultravioleta sobre invertebrados marinos y los efectos del cambio climático en organismos arrecifales. Si equipo de trabajo mantiene colaboraciones con universidades nacionales e internacionales, instituciones gubernamentales y no-gubernamentales, así como empresas, lo que les permite optimizar la restauración de arrecifes y atender áreas de gran escala o en sitios remotos.

### Arrecifes de coral
Su principal línea de investigación y trabajo es la restauración de arrecifes coralinos a base de la producción de reclutas sexuales de corales. Para esto producen reclutas sexuales de diversas especies de coral en el laboratorio, y posteriormente las siembran en arrecifes degradados o dañados. En 2018 sembraron más de 5 000 basamentos de cinco especies distintas. Con esto se pretende proteger y restaurar la barrera arrecifal del Caribe, en aguas de México, Guatemala, Honduras y Belice; la cual es la segunda más importante del mundo. Como parte de los planes de restauración de corales, su laboratorio colabora con la Fundación Dominicana de Estudios Marinos (Fundemar). La restauración se lleva a cabo por medio de reproducción sexual asistida y estudios de genética que permitan identificar el número de genotipos, y así facilitar los trasplantes.
Desde 2021 ha colaborado en la formación del Biorepositorio Mexicano de Corales con espermas congelados de cinco especies de corales usando técnicas de crioconservación.

## Premios y reconocimientos
A lo largo de su trayectoria académica y trabajo de investigación ha sido reconocida en varias ocasiones.
- 2001 - Miembro del Sistema Nacional de Investigadores de México, nivel 1.[11]
- 2020 - Premio Frontiers Spotlight. Otorgado por la plataforma de ciencia abierta Frontiers por su trabajo de investigación sobre los daños a los arrecifes de coral causados por el ser humano.[12][13]
- 2019 - Reconocimiento Sor Juana Inés de la Cruz por la Universidad Nacional Autónoma de México.[1]
- 2021 - Premio Spotlight Award por la revista científica eLife.

## Publicaciones destacadas
De acuerdo con Google Scholar sus principales publicaciones científicas son:
- Ultraviolet sunscreens in gymnodinium sanguineum (dinophyceae): Mycosporine‐like amino acids protect against inhibition of photosynthesis. PJ Neale, AT Banaszak, CR Jarriel. Journal of Phycology 34 (6), 928-938.
- Increased sensitivity to ultraviolet radiation in nitrogen‐limited dinoflagellates: photoprotection and repair. E Litchman, PJ Neale, AT Banaszak. Limnology and Oceanography 47 (1), 86-94.
- The synthesis of mycosporine-like amino acids (MAAs) by cultured, symbiotic dinoflagellates. AT Banaszak, TC LaJeunesse, RK Trench. Journal of experimental marine biology and ecology 249 (2), 219-233.
- Anthropogenic pollution of aquatic ecosystems: Emerging problems with global implications. DP Häder, AT Banaszak, VE Villafañe, MA Narvarte, RA González, et al. Science of the Total environment 713, 136586.
- Scrippsiella velellae sp. Nov. (peridiniales) and gloeokinium viscum sp. Nov. (phytodiniales), dinoflagellate symbionts of two hydrozoans. AT Banaszak, R Iglestas‐Prieto, RK Trench. Journal of Phycology 29 (4), 517-528.